# Éric Weil
Éric Weil (Parchim, 8 de junho de 1904 — Nice, 1 de fevereiro de 1977) foi um filósofo francês de origem alemã. Autor de importante obra autoral e principal difusor de Hegel na França durante o século XX, definia-se filosoficamente, como um “kantiano pós-hegeliano”.  
Estudou Medicina e Filosofia nas Universidades de Hamburgo e Berlim. Fez parte do Centre National de la Recherche Scientifique (1945-1956) e ensinou na École Pratique des Hautes Études até 1956, quando se transferiu para a Universidade de Lille. Após a tese de doutorado sobre Pomponazzi, em 1928, sob orientação de Ernst Cassirer, deu continuidade às pesquisas sobre o Renascimento, em particular sobre Marsílio Ficino. 
Em 1933, quando Hitler assumiu o poder, deixou a Alemanha e foi para a França, onde permaneceu até sua morte em 1977. Deixou importantes obras: Logique de la Philosophie (1950), Philosophie politique (1956), Moral Philosophy (1961), Kantian Problems (1963).

## Pensamento
Um dos filósofos mais importantes do século XX, a sua atualidade não reside no fato de ser contemporâneo, mas na singular captação do fenômeno da violência como um dos eixos de compreensão da nossa época. Estudou medicina e filosofia em Berlim e Hamburgo. Doutorou-se em Filosofia em 1928 com uma tese sobre Pietro Pomponazzi dirigida por E. Cassirer, emigrou para a França em 1933, obteve a nacionalidade francesa em 1938, combateu o nazismo como soldado francês, esteve preso por cinco anos e, depois da guerra, ajudou G. Bataille a fundar a revista Critique em 1946. Conseguiu o diploma de Altos Estudos com uma tese sobre Pico de la Mirândola e, em 1950, apresentou a Lógica da Filosofia e Hegel e o Estado como teses de doutorado de Estado sob a orientação de Alexandre Koyré. Catedrático na Universidade de LilIe, de 1956 a 1968, publicou nesse período a Filosofia Política (1956), a Filosofia Moral (1961) e Problemas Kantianos (1963). De 1968 a 1974 lecionou em Nice, publicou a 2ª edição dos Problemas Kantianos e os dois volumes dos Ensaios e Conferências (1970,1971). Além das obras sistemáticas, sua produção filosófica conta centenas de artigos, conferências e recensões.
Escreveu um sistema de filosofia no qual o homem, violento e razoável, se compreende nas suas realizações históricas. A Lógica da Filosofia é um sistema de filosofia que expõe, de maneira ordenada e exaustiva, a pluralidade dos discursos filosóficos fundamentais possíveis na história. Esses discursos são chamados de categorias, não do ser, mas da filosofia, e são expostos segundo a ordem das atitudes puras ou irredutíveis, que se compreenderam e, portanto, se explicitaram coerentemente na história. A ordem de sucessão das categorias não é histórica, mas lógica: é a ordem das afirmações dos conteúdos de sentido por uma liberdade que nega um conteúdo anterior com o qual ela não mais se satisfaz. A ordem lógica das categorias não é a ordem imanente do autodesenvolvimento da razão, como em Hegel, mas a ordem das invenções da liberdade que, recusando um conteúdo antigo, tornado antigo por essa recusa, se dá um novo conteúdo. A sequência das 18 categorias que constituem a obra é a seguinte: Verdade, Não-senso, Verdadeiro-e-falso, Certeza, Discussão, Objeto, Eu, Deus, Condição, Consciência, Inteligência, Personalidade, Absoluto, Obra, Finito, Ação, Sentido, Sabedoria. Esse conjunto de categorias não é senão o conjunto das atitudes irredutíveis do homem no mundo, que se expressaram em discursos coerentes nos quais ele compreendeu as suas realizações e se compreendeu nas suas realizações.

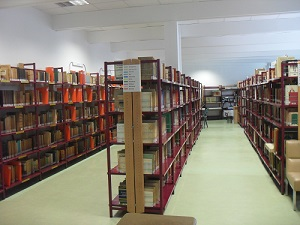
Foto da biblioteca de Weil

A questão de fundo da Lógica da Filosofia é a irredutível dualidade de violência e discurso, constitutiva da vida humana e indicativa das suas possibilidades radicais. Essa dualidade só aparece como tal ao homem que escolheu o discurso, isto é, a compreensão de si nas suas realizações. A Lógica da Filosofia, portanto, quer apenas mostrar como o discurso do homem se constituiu livremente, a partir de uma atitude primeira pela qual ele se opôs à violência em vista do desaparecimento definitivo da violência, ou, o que é o mesmo, do contentamento razoável. A Lógica da Filosofia é possível porque o homem escolheu livremente o discurso e, tendo escolhido, se dá conta de que a sua outra possibilidade é a violência. A Lógica da Filosofia existe porque o discurso, no qual o homem compreende e se compreende nas suas realizações, é uma das suas possibilidades efetivamente realizadas. A tarefa da Lógica da Filosofia consiste não só em compreender o homem nas suas possibilidades realizadas, mas, sobretudo, compreender a compreensão que o homem tem de si mesmo nas suas possibilidades realizadas. Por isso a Lógica da Filosofia se define como “o lógos do discurso eterno na sua historicidade”, isto é, discurso que compreende tudo e a si mesmo como possibilidade humana escolhida livremente, discurso no qual se revela o ser eterno do homem no progresso da sua realização. Traçando a sequência dos atos livres de ruptura pelos quais o homem passou de uma atitude a outra, sem que essa passagem tenha sido exigida necessariamente pela atitude anterior, a Lógica da Filosofia mostra que o seu fundamento está na liberdade, e que ela apenas traça uma sequência de atos que só são compreensíveis depois de terem sido realizados, o que significa que o homem se compreende porque age e na medida em que assume como suas as ações do passado.
Encontramos aqui o traço definidor da compreensão que o homem tem de si mesmo, e que nos conduzirá à categoria constitutiva do político. O homem se compreende como ser agente, o que significa que ele se define como um ser de discurso, que age em vista do contentamento. Mas o homem só se compreende assim porque, por uma decisão livre, escolheu o discurso como instrumento de satisfação da sua negatividade. O homem pode, portanto, ser definido como o ser que, com a ajuda da linguagem, da negação do dado, busca libertar-se do descontentamento. Pela escolha do discurso como instrumento da negatividade, o homem se encontra na presença da Verdade como fundo do discurso. A partir dessa escolha fundamental, o homem se descobre como violência porque, tendo escolhido o discurso, ele sabe que sua outra possibilidade é a violência. A história das suas possibilidades realizadas será, portanto, a história das suas escolhas livres a partir da escolha fundamental do discurso que o situa na Verdade. É essa história que, sistematicamente, se desenrola na sucessão das categorias da Lógica da Filosofia.
A filosofia é uma das possibilidades efetivamente realizadas pelo homem do discurso agente. Enquanto possibilidade, a sua origem, como a origem de tudo o que é humano, encontra-se no desejo e na negatividade primitiva que caracterizam o homem. A realidade no interior da qual essa possibilidade se desenha é a realidade do homem, violento e razoável, que escolheu livremente a razão. A escolha da razão, segundo Weil, não é desrazoável, pois o razoável e o desrazoável só se opõem no interior dos limites da razão, mas é uma escolha a-razoável ou pré-razoável, mas não no sentido temporal. A filosofia não é mais que uma das possibilidades realizadas pelo homem do discurso agente, pela qual ele busca o contentamento na razão. A Lógica da Filosofia, por sua vez, é a tomada de consciência dessa possibilidade realizada, pela qual o homem descobre que, tendo escolhido a razão, pode agora fazê-lo com conhecimento de causa.
Articulando a sucessão das categorias do discurso filosófico como difrações do sentido, apresentado como a categoria constitutiva da filosofia, a Lógica da Filosofia fecha o círculo sistemático na atitude da sabedoria, que consiste em viver aberto à presença da verdade revelada como o fundo do discurso. Como reflexão da realidade no homem real, a filosofia nasce da negatividade do homem em busca do contentamento. Fruto de uma escolha da razão, ela surge como a possibilidade de superar a violência que caracteriza o homem enquanto animal. Assim, a origem, o segredo e o fim da filosofia consistem na eliminação progressiva da violência, dado que só esta pode impedir o contentamento do ser finito e razoável.
Para uma filosofia do direito, uma das contribuições mais expressivas de Weil é o pequeno livro intitulado Hegel e o Estado. Escrito como tese complementar à Lógica da Filosofia e publicado pela primeira vez em 1950, o livro provocou uma reviravolta na interpretação da Filosofia do Direito de Hegel, em cuja linha inserem-se os já clássicos trabalhos de J. Ritter, de S. Avineri, bem como os estudos de K. Löwith, de M. Riedel e de K. H. Ilting. Weil participou ativamente do renascimento hegeliano ocorrido na França dos anos 30. Tendo chegado a Paris em 1933, em tempo de frequentar o seminário de Kojève, depois de conseguir o diploma da Escola de Altos Estudos, dirigiu um seminário sobre a Filosofia do Direito de Hegel. Seu contato com a obra de Hegel prolongou-se até o final da sua vida. Na sua última aparição pública, em novembro de 1976, poucos meses antes da morte (1º de fevereiro de 1977), proferiu uma conferência sobre A filosofia do direito e a filosofia da história hegeliana, no “Centre de Recherche et de Documentation sur Hegel et sur Marx” de Poitiers. Hegel, junto com Kant e Aristóteles, é dos poucos filósofos presentes em toda a obra de Weil. Porém, Hegel está presente da única maneira digna da sua grandeza: ele está nachgedacht, isto é, repensado segundo aquele modo de proceder do próprio Hegel, que Weil define como a atividade de pensar o que outros pensaram antes de nós e, ao mesmo tempo, refletir sobre o que eles disseram, para constituir o que Weil chama de história filosófica da filosofia, uma história que não reúne simplesmente, mas reflete sobre o passado da filosofia presente e a reflete assim no seu passado. Hegel, ademais, está aufgehoben, isto é, suprassumido na obra de Weil, não como um ponto de referência exterior, mas como método, tal como este é definido pelo próprio Hegel no § 243 da Enciclopédia de Berlim: “O método é, dessa maneira, não uma forma exterior, mas a alma e o conceito do conteúdo, do qual ele só difere enquanto os momentos do conceito vêm também neles mesmos, em sua determinidade, a aparecer como a totalidade do conceito”. Finalmente, Hegel está dialeticamente presente na obra de Weil, não segundo a dialética exterior do entendimento, mas segundo a “dialética mais elevada do conceito”, definida no § 31 da Filosofia do Direito, “não como um fazer externo de um pensar subjetivo, mas como a própria alma do conteúdo, (alma) que organicamente produz seus ramos e seus frutos”.
Na obra de Weil, Hegel aparece como o filósofo que elaborou o conceito do Estado moderno e que formulou adequadamente o problema da articulação das diferentes esferas constitutivas do político: a da pessoa privada ou do direito abstrato, a da moral vida e da família, a da economia e, finalmente, a da política na qual todas as outras se encontram subsumidas na exigência de universalização. Tendo formulado o problema fundamental do Estado moderno, paradoxalmente, Hegel antecipa o anúncio da sua crise. De fato, a crise do Estado moderno pode ser formulada, filosoficamente, nos seguintes termos: o que faz com que um Estado seja moderno é, exatamente, o que faz com que o Estado moderno esteja em crise. Dito de outro modo: a particularidade do Estado moderno, vale dizer, a sua universalidade de princípio, é o que torna inviável a universalidade do Estado moderno particular.
Além dessa contradição entre o formal e o histórico, a reflexão weiliana sobre a Filosofia do direito de Hegel aponta para outra fonte da crise do Estado moderno. Trata-se aqui do problema fundamental do Estado moderno, que até o momento consiste na sua incapacidade de conciliar a justiça com a eficácia, a moral viva da comunidade com a racionalidade e, ao mesmo tempo, incapacidade de conciliá-las com a razão, entendida como possibilidade de uma vida sensata para todos, que seja compreendida como tal por todos. Talvez esteja aqui o grande desafio que a Filosofia política de Weil, escrita em meados do século XX, deixa em aberto aos pensadores políticos do século XXI. Com efeito, equacionado nesses termos o problema fundamental do Estado moderno, parece que ele só poderá ser resolvido na medida em que o Estado moderno particular for capaz de visar à realização do seu interesse, que consiste em trabalhar para a realização de uma organização social mundial em vista de preservar as particularidades morais que ele encarna. Isso porque, segundo Weil, o fim (nos dois sentidos do termo) dessa organização mundial é a satisfação dos indivíduos razoáveis no interior de Estados particulares livres.

## Principais obras em português
- Logique de la Philosophie, 1950 (Lógica da filosofia, São Paulo, 2012)
- Philosophie Politique, 1956 ( Filosofia política, 2ª ed. São Paulo, 2011)
- Philosophie Morale, 1961 (Filosofia moral, São Paulo, 2011)
- Problèmes Kantiens, 1963 (Problemas kantianos, São Paulo, 2012)
- Hegel et l'État, 1950 (Hegel e o Estado, São Paulo, 2011)